# Македонская академия наук и искусств

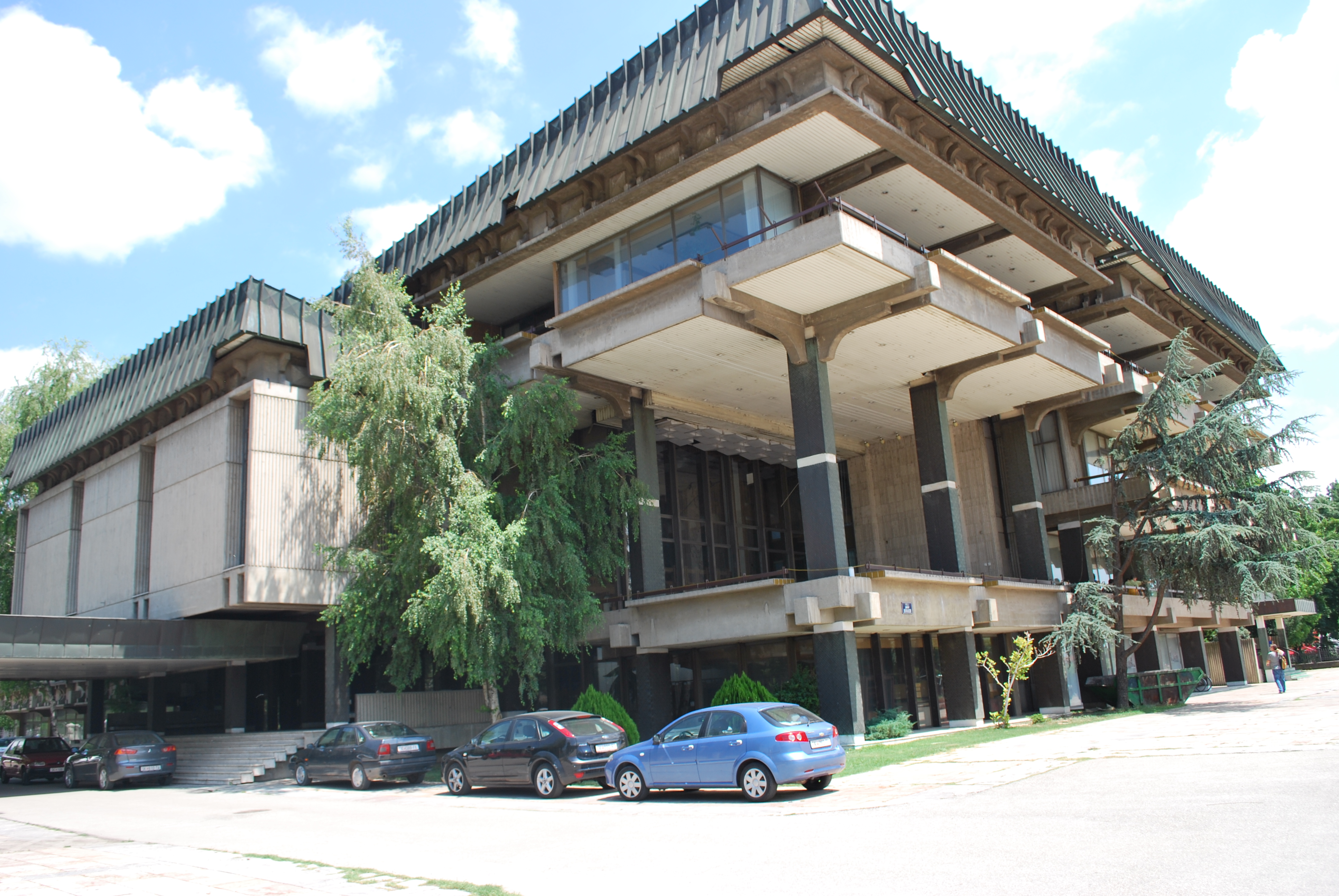

Македонская академия наук и искусств (макед. Македонска академија на науките и уметностите, сокращенно МАНУ) — ведущая научная организация Северной Македонии, которая была создана 23 февраля 1967 года Блаже Конеским.

## Академики
Новые члены МАНУ избираются раз в 3 года общим собранием Академии. С момента создания в МАНУ состояло 154 члена, из которых сегодня 31 имеют статус действительных членов (академиков), 5 — членов-корреспондентов, а 60 членов вне рабочего персонала. Старейший академик МАНУ — Йордан Попйорданов (1925), а самый молодой — Марйан Маркович (1967).

### Почётные члены
- Андреевски, Петре Мито
- Коле Чашуле
- Йосип Броз Тито
- Эдвард Кардель
- Борис Евгеньевич Патон[1]

## Отделения
В рамках МАНУ функционируют пять отделений:
- Отделение лингвистики и литературоведения
- Отделение общественных наук
- Отделение технических наук
- Отделение естественно-математических и биотехнических наук
- Отделение медицинских наук
- Отделение искусств

## Научные центры
МАНУ включает 5 научных центров:
- Исследовательский центр генетической инженерии и биотехнологий „Георги Д. Ефремов“
- Исследовательский центр энергетики и устойчивого развития
- Исследовательский центр ареальной лингвистики „Божидар Видоески“
- Лексикографический центр
- Центр стратегических исследований „Ксенте Богоев“
- Исследовательский центр культурного наследия „Цветан Грозданов“
- Исследовательский центр компьютерных наук и информационных технологий
- Исследовательский центр окружающей среды и материалов

## Председатели
- Блаже Конески (1967—1975)
- Михайло Апостолски (1976—1983)
- Йордан Попйорданов (1984—1991)
- Ксенте Богоев (1992—1999)
- Георги Ефремов (2000—2001)
- Матея Матевский (2001—2004)
- Цветан Грозданов (2004—2008)
- Георги Старделов (2008—2012)
- Владо Камбовски (2012—2016)
- Таки Фити (2016—2020)
- Люпчо Коцарев (2020—)

## Международное сотрудничество
МАНУ — член CEN (Ассоциация академий Центральной и Восточной Европы) и SEEA (Академии Юго-Восточной Европы).

## Публикации
МАНУ издала около 1 690 научных трудов в разных областях наук и искусств.